# Anahí Berneri
Anahí Berneri (Martínez, 1975) és una directora i productora argentina, que es va convertir en 2017 en la primera dona cineasta de parla hispana i segona en la història (després de Xu Jinglei) a guanyar la Conquilla de Plata a la millor directora en la 65a edició del Festival Internacional de Cinema de Sant Sebastià per la seva pel·lícula Alanis.
Titulada en Producció de Mitjans Audiovisuals de l'Institut ORT i graduada de l'Institute National de L'audiovisuel de París.
El seu debut com a directora i guionista va ser amb la pel·lícula Un año sin amor. El film va obtenir més de 15 premis internacionals i va ser distribuïda als Estats Units, França, Regne Unit, Alemanya, Països Baixos, Tailàndia i Espanya, entre altres països.
La seva segona pel·lícula, Encarnación, va participar de la competència oficial del Festival de Sant Sebastià on va obtenir el premi FIPRESCI. . Por tu culpa és el seu tercer llargmetratge protagonitzat per Érica Rivas.
Gràcies a la seva trajectòria i els seus reconeixements com a directora, va formar part del jurat de la secció oficial al Festival Internacional de Cinema de Sant Sebastià 2016.
Des de 2016 és docent a l'Escuela Nacional de Experimentación y Realización Cinematográfica (ENERC) de Buenos Aires, Argentina, i també a la Universidad Nacional de las Artes, en la Llicenciatura en Arts de l'Escriptura.
En 2017, la seva cinta Alanis, centrada en dones que trien la prostitució com a treball, va ser l'obra més premiada del Festival de Sant Sebastià en rebre tres guardons: la Petxina de Plata a millor direcció, a la millor actriu, per Sofia Gala Castiglione, i el Premi Cooperació Espanyola.

## Filmografia
Directora i Guionista
- 1997: Modelo para armar (curt)
- 2005: Un año sin amor
- 2007: Encarnación
- 2010: Por tu culpa
- 2014: Aire libre
- 2017: Alanís
- 2023: Elena sabe

## Premis i distincions
Festival Internacional de Cinema de Sant Sebastià
| Any  | Categoria                             | Pel·lícula  | Resultat  |
| ---- | ------------------------------------- | ----------- | --------- |
| 2007 | Premi FIPRESCI                        | Encarnación | Guanyador |
| 2017 | Conquilla de Plata al millor director | Alanis      | Guanyador |
| 2017 | Premi Cooperación Española            | Alanis      | Guanyador |